# Биволи
Биволите (Bubalus) са род едри бозайници (Mammalia) от разред Чифтокопитни (Artiodactyla), семейство Кухороги (Bovidae), подсемейство Говеда (Bovinae). Едри и здрави бозайници с тъмна козина и огромни рога. Повечето видове се срещат само в диво състояние, но азиатският воден бивол е сред най-отдавна одомашнените и сред най-многобройните домашни животни на Земята, използвани в земеделието.
Водният бивол се среща във влажните райони на Азия. Днес биволите сред дивата природа са рядкост и се използват най-вече за селскостопански животни Опитомен преди поне 3000 години. Биволите се използват, за да теглят каруци и плугове, както и заради месото, млякото и кожата им. Като добитък тези биволи се използват и на други континенти. Женските са по-дребни от мъжките и понякога - без рога. Оцелели са малко диви биволи от други видове от азиатската група, в незаселените райони на Азия. Някои видове са изчезнали или застрашени от изчезване.
Африканският бивол живее на стада от по няколкостотин животни – обикновено край водоеми, защото обича да се търкаля в калта, като по този начин поддържа телесната си температура. Ареалите му с времето намаляват в резултат на човешка дейност.
Африканският бивол е много агресивен, включително и спрямо  хората, поради което до момента (21. век) не е опитомен. Мъжките африкански биволи са видимо по-едри от женските. Рогата им са извити като венец над главата и са особено опасно оръжие.
В блатата на северните австралийски територии също се срещат диви биволи.

## Видове биволи
- род Bubalus, азиатски биволи
  - Bubalus bubalis, воден бивол, домашен бивол
  - Bubalus mindorensis, миндорски бивол
  - Bubalus depressicornis, равнинна аноа
  - Bubalus quarlesi, планинска аноа
  - Bubalus cebuensis, бивол от остров Себу (изчезнал)